# Surmoi
Le surmoi (en allemand Über-Ich) est un concept psychanalytique élaboré par Freud. Il est, avec le Ça et le moi, l'une des trois instances de la seconde topique freudienne. En tant qu'héritier du complexe d'Œdipe, il représente plutôt une instance morale.

## Le surmoi dans la seconde topique de Freud
La notion de surmoi apparaît dans la seconde topique,  freudienne comme l'une des trois instances de l'appareil psychique, les deux autres étant le moi et le ça. Selon Jean-Luc Donnet, le surmoi résulte essentiellement de l'intériorisation de l'autorité parentale. Il faut rappeler que pendant une dizaine d'années, « surmoi » et « idéal du moi » ne sont pas deux entités distinctes pour Freud.
Selon Élisabeth Roudinesco et Michel Plon, le surmoi « plonge ses racines dans le ça et exerce, sur un mode impitoyable, les fonctions de juge et de censeur à l'égard du moi. » Dans Le Moi et le Ça (1923), encore mal différencié de l'idéal-du-moi, le surmoi est toutefois considéré comme inconscient à l'instar d'une grande partie du moi.
Pour Jean Laplanche et Jean-Bertrand Pontalis, Freud « voit dans la conscience morale, l'auto-observation, la formation d'idéaux, des fonctions du surmoi. » Ces deux auteurs rappellent que classiquement « le surmoi est défini comme l'héritier du complexe d'Œdipe : il se constitue par intériorisation des exigences et des interdits parentaux. »

### Le surmoi et l'impératif catégorique kantien
En assimilant « tabou — en sa dimension inconciente — » à l'impératif catégorique kantien (1915, avant-propos de Totem et Tabou),  Freud a commencé de penser que l'impératif catégorique en question de  Kant est « l'héritier direct du complexe d'Œdipe » (1924, Le problème économique du masochisme). Selon Paul-Laurent Assoun, il se confronte « à rien que moins qu'à la Raison pratique kantienne », non sans manifester « une cinglante ironie » envers le philosophe, auteur de la sentence « qui nomme d'un même souffle le ciel étoilé et la loi morale (Sittengesetz) dans notre poitrine ». Freud rétorque : « si “les astres sont assurément grandioses”, en ce qui concerne la conscience Dieu a accompli un travail inégal et négligent, car une grande majorité de gens n'en a en elle qu'une quantité modeste ou si peu qu'il est à peine besoin d'en parler » (1933, trentième des Nouvelles Conférences d'introduction à la psychanalyse), ou encore : « Qu'est-ce que les corps célestes peuvent bien avoir à faire avec la question de savoir si un enfant des hommes en aime ou en tue un autre ? » (1933, trente-cinquième des Nouvelles Conférences). D'après Assoun, Freud voit dans le masochisme moral « le retournement “vers l'intérieur” de la “pulsion de destruction” » qui est un vecteur de la pulsion de mort . On  verrait les effets de ce surmoi « dur, cruel, impitoyable envers le moi surveillé par lui » dans « la “surmorale” (Übermoral) obsessionnelle », à rapprocher de ce fait de l'impératif catégorique kantien élevant en loi « cette morsure de la conscience ».

## Après Freud: le surmoi kleinien
Melanie Klein voit le surmoi à l’œuvre dès les stades pré-œdipiens.
Plus tard, elle ajoute à cette approche œdipienne et post-œdipienne de Freud une dimension précoce du surmoi, à laquelle Jacques Lacan rend hommage : « En nous montrant la primordialité de la « position dépressive », l'extrême archaïsme de la subjectivation d'un kakon, Mélanie Klein repousse les limites où nous pouvons voir jouer la fonction subjective de l'identification, et particulièrement nous permet de situer comme tout à fait originelle la première formation du surmoi. » En effet, Melanie Klein désigne différentes couches dans la formation du surmoi, dont certaines liées à la toute première enfance, quand l'enfant craint les parents qui mordent et dévorent tout autant qu'il a lui-même envie de mordre et dévorer, ou craint d'être sali tout autant qu'il a envie de salir, et ainsi de suite.